# بازی تاج‌وتخت (فصل ۶)
فصل ششم سریال تلویزیونی بازی تاج‌وتخت در آوریل ۲۰۱۴ به همراه فصل پنجم این سریال توسط اچ‌بی‌او سفارش داده شد. این فصل هم به صورت عمده اقتباسی از رمان‌های ترانه یخ و آتش نوشتهٔ جرج آر. آر. مارتین می‌باشد.

## قسمت‌ها
| شم. کلی | شم. در فصل | عنوان             | کارگردان      | نویسنده                    | تاریخ انتشار اصلی | ایالات متحدهٔ آمریکا تعداد بیننده (میلیون) |
| ------- | ---------- | ----------------- | ------------- | -------------------------- | ----------------- | ----------------------------------------- |
| ۵۱      | ۱          | «زن سرخ»          | جرمی پودسوا   | دیوید بنیاف و دی. بی. وایس | ۲۴ آوریل ۲۰۱۶     | ۷٫۹۴                                      |
| ۵۲      | ۲          | «خانه»            | جرمی پودسوا   | دیو هیل                    | ۱ مه ۲۰۱۶         | ۷٫۲۹                                      |
| ۵۳      | ۳          | «پیمان‌شکن»        | دانیل سَـکهایم | دیوید بنیاف و دی.بی. وایس  | ۸ مه ۲۰۱۶         | ۷٫۲۸                                      |
| ۵۴      | ۴          | «سِـفْر بیگانه»     | دانیل سَـکهایم | دیوید بنیاف و دی.بی. وایس  | ۱۵ مه ۲۰۱۶        | ۷٫۸۲                                      |
| ۵۵      | ۵          | «در»              | جک بندر       | دیوید بنیاف و دی.بی. وایس  | ۲۲ مه ۲۰۱۶        | ۷٫۸۹                                      |
| ۵۶      | ۶          | «هم‌خون من»        | جک بندر       | بریان کاگمن                | ۲۹ مه ۲۰۱۶        | ۶٫۷۱                                      |
| ۵۷      | ۷          | «مرد شکسته»       | مارک مایلود   | بریان کاگمن                | ۵ ژوئن ۲۰۱۶       | ۷٫۸۰                                      |
| ۵۸      | ۸          | «هیچ‌کس»           | مارک مایلود   | دیوید بنیاف و دی.بی. وایس  | ۱۲ ژوئن ۲۰۱۶      | ۷٫۶۰                                      |
| ۵۹      | ۹          | «نبرد حرامزادگان» | میگل سپاچنیک  | دیوید بنیاف و دی.بی. وایس  | ۱۹ ژوئن ۲۰۱۶      | ۷٫۶۶                                      |
| ۶۰      | ۱۰         | «بادهای زمستان»   | میگل سپاچنیک  | دیوید بنیاف و دی.بی. وایس  | ۲۶ ژوئن ۲۰۱۶      | ۸٫۸۹                                      |

## تولید

### دست‌اندرکاران
همانند فصل پنجم، جرج آر. آر. مارتین برای این فصل نیز فیلم‌نامه‌ای نمی‌نویسد تا بر روی کتاب ششم مجموعه‌اش، بادهای زمستان کار کند. کارگردانان این فصل جرمی پودسوا (قسمت ۱ و ۲)، دنیل سکهایم (قسمت ۳ و ۴)، جک بندر (قسمت ۵ و ۶)، مارک میلود (قسمت ۷ و ۸) و میگل ساپوکنیک (قسمت ۹ و ۱۰) هستند. سکهایم و بندر تاکنون تجربه کارگردانی این مجموعه را نداشته‌اند و بقیه پیش از این تنها دو قسمت از فصل پنجم را کارگردانی کرده‌اند.

### فیلمبرداری

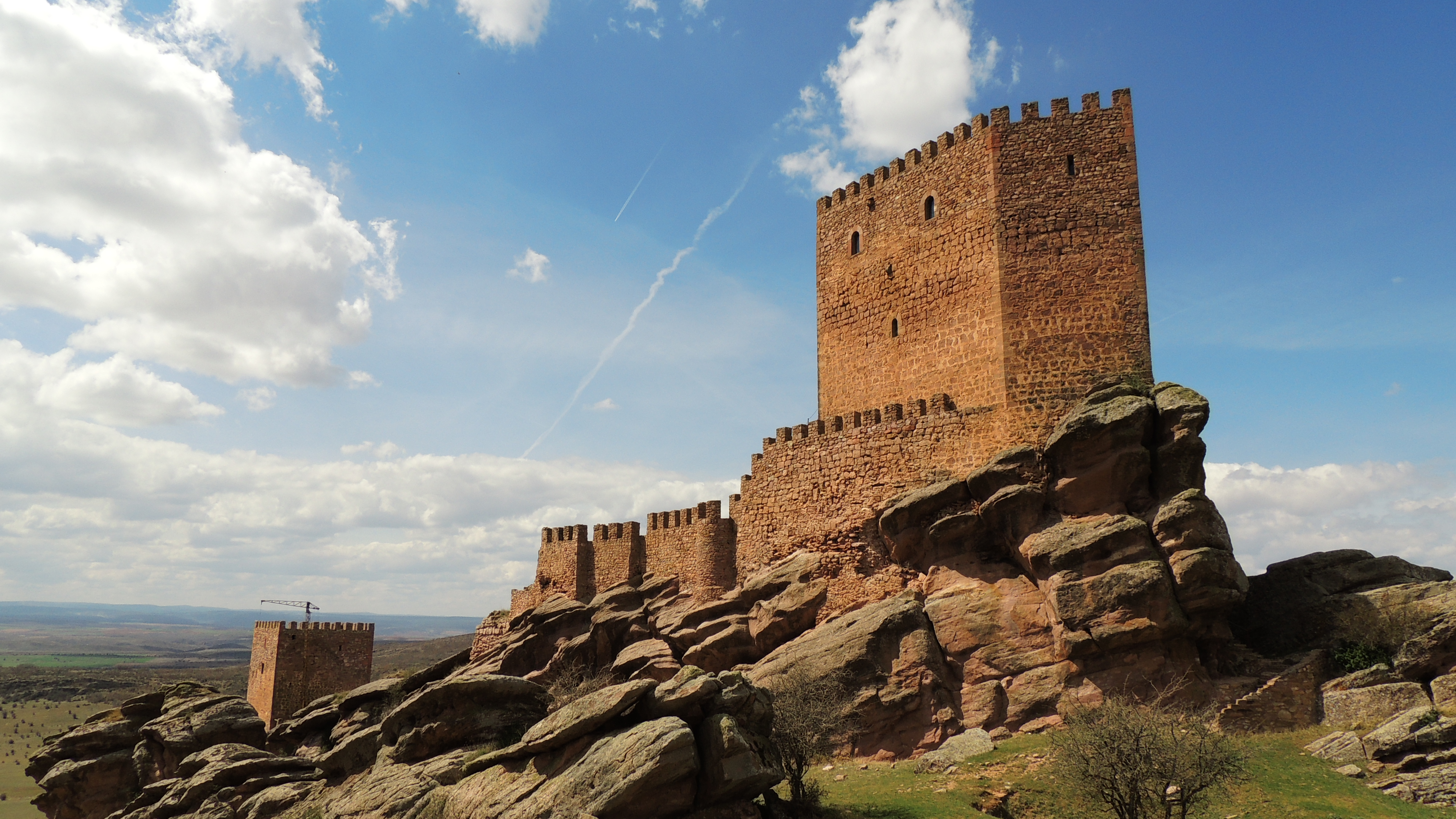
قلعه زفرا یکی از لوکیشن‌های فیلمبرداری فصل ششم در اسپانیا

فیلمبرداری فصل ششم از ژوئیه ۲۰۱۵ در بلفاست در ایرلند شمالی، پنیسکولا و خرنا در اسپانیا آغاز شد. لوکشین‌های دیگر فصل ششم قلعه زفرا در گوادالاخارا، پارک طبیعی باردنز ریلز در نابارا، آلکازبا در آلمریا و قلعهٔ سانتا فلورنتینا در بارسلون است.
در اوت ۲۰۱۵ اعلام شد که برای اولین بار از فصل اول تا کنون، هیچ صحنه‌ای در کرواسی فیلمبرداری نخواهد شد. از ابتدای فصل دوم، از شهر دوبروونویک به عنوان لوکیشین فیلمبرداری بارانداز پادشاه استفاده می‌شد.

### انتخاب بازیگر
ایزاک همپستد رایت در نقش برن استارک، کریستین نارن در نقش هودور و الی کندریک در نقش میرا رید پس از غیبت در فصل پنجم، در فصل ششم به سریال بازمی‌گردند. جما ولان نیز پس از غیبت در فصل پنجم، در این فصل در نقش یارا گریجوی باز خواهد گشت.
در قسمت آخر فصل پنجم، «رحمت مادر»، سرنوشت بسیاری از شخصیت‌های اصلی سریال از جمله سانسا استارک، تئون گریجوی، استنیس براتیون، میرسلا براتیون و جان اسنو مشخص نشد. در کامیک‌کان سن دیگو ۲۰۱۵، سوفی ترنر و آلفی آلن تأیید کردند که در فصل ششم حضور دارند و این به این معنی است که شخصیت‌های آن‌ها از پرش از دیوارهای وینترفل جان سالم به در برده‌اند. دیوید ناتر کارگردان قسمت «رحمت مادر» مصاحبه‌ای تأیید کرد که استنیس کشته شده‌است. دیوید بنیاف و دی.بی. وایس مجریان طرح سریال تأیید کردند که میرسلا پس از مسموم شدن توسط الاریا سند مرده‌است.
در ژوئیه ۲۰۱۵، عکس‌هایی از هرینگتون منتشر شد که به همراه بقیه بازیگران برای خواندن دسته‌جمعی فیلم‌نامه‌ها به بلفاست آمده‌است و حدس و گمان‌ها مبنی بر این که شخصیت وی زنده است بالا گرفت. با این حال جوانا رابینسون از ونیتی فر به این نکته اشاره کرد که چارلز دنس هم فصل پیش در بلفاست دیده شد و ما فقط او را در یک قسمت و به عنوان جنازه دیدیم. هرچند در آن موقع، چارلز دنس مدت کوتاهی پس از انتشار تصاویرش علت حضورش بر سر صحنهٔ فیلمبرداری را توضیح داد.
بازیگر کهنه‌کار ماکس فون سیدو، برای بازی در نقش کلاغ سه‌چشم که برن را آموزش می‌دهد انتخاب شد. پیش از این استروان راجر در قسمت آخر فصل چهارم این نقش را ایفا کرده بود. دیوید بردلی نیز در نقش والدر فری به سریال بازگشت و سرنوشت او در قسمت پایانی فصل ششم مشخص گردید. او آخرین بار در قسمت آخر فصل سوم در این نقش ظاهر شده بود.

## بازیگران

### اصلی
- پیتر دینکلیج در نقش تیریون لنیستر[۲۶]
- نیکولای کاستر-والدو در نقش جیمی لنیستر[۲۷]
- لینا هیدی در نقش سرسی لنیستر[۲۸]
- امیلیا کلارک در نقش دنریس تارگرین[۲۸]
- کیت هرینگتون در نقش جان اسنو
- ناتالی دورمر در نقش مارجری تایرل[۱۸]
- لیام کانینگهام در نقش داووس سی‌ورث[۱۷]
- سوفی ترنر در نقش سانسا استارک[۱۷]
- کاریس فن هاوتن در نقش ملیساندر[۱۷]
- کنلت هیل در نقش وریس[۱۸]
- جان بردلی-وست در نقش سمول تارلی[۱۸]
- میسی ویلیامز در نقش آریا استارک[۲۹]
- ایزاک همپستد رایت در نقش برن استارک[۱۴]
- جروم فلین در نقش بران[۳۰]
- آلفی آلن در نقش تئون گریجوی / ریک[۱۸]
- میکیل هیوزمن در نقش داریو ناهاریس[۳۱]
- ناتالی امانوئل در نقش میساندی[۳۱]
- هانا موری در نقش گیلی[۱۸]
- تام ولاشیا در نقش جاکن هاکار[۳۲]
- مایکل مک‌الاتون در نقش روس بولتون[۳۳]
- دین-چارلز چپمن در نقش تامن براتیون[۳۴]

### مهمان
- الکساندر صدیق در نقش دوران مارتل[۳۵]
- جما ولان در نقش یارا گریجوی[۱۶]
- اوون تیال در نقش آلیسر تورن[۳۶]
- یوجین سیمون در نقش لنسل لنیستر[۳۴]
- روپرت ونسیتارت در نقش یون رویس[۳۷]
- ادی جکسون[۳۸]
- ریکی چمپ در نقش فلین[۳۹]
- ایان مک‌شین[۴۰]
- ماکس فون سیدو در نقش کلاغ سه‌چشم[۲۳]
- کریستین نارن در نقش هودور[۱۵]
- الی کندریک در نقش میرا رید[۱۵]
- دیوید بردلی در نقش والدر فری[۲۴]